# Lößnitz (Erzgebirge)

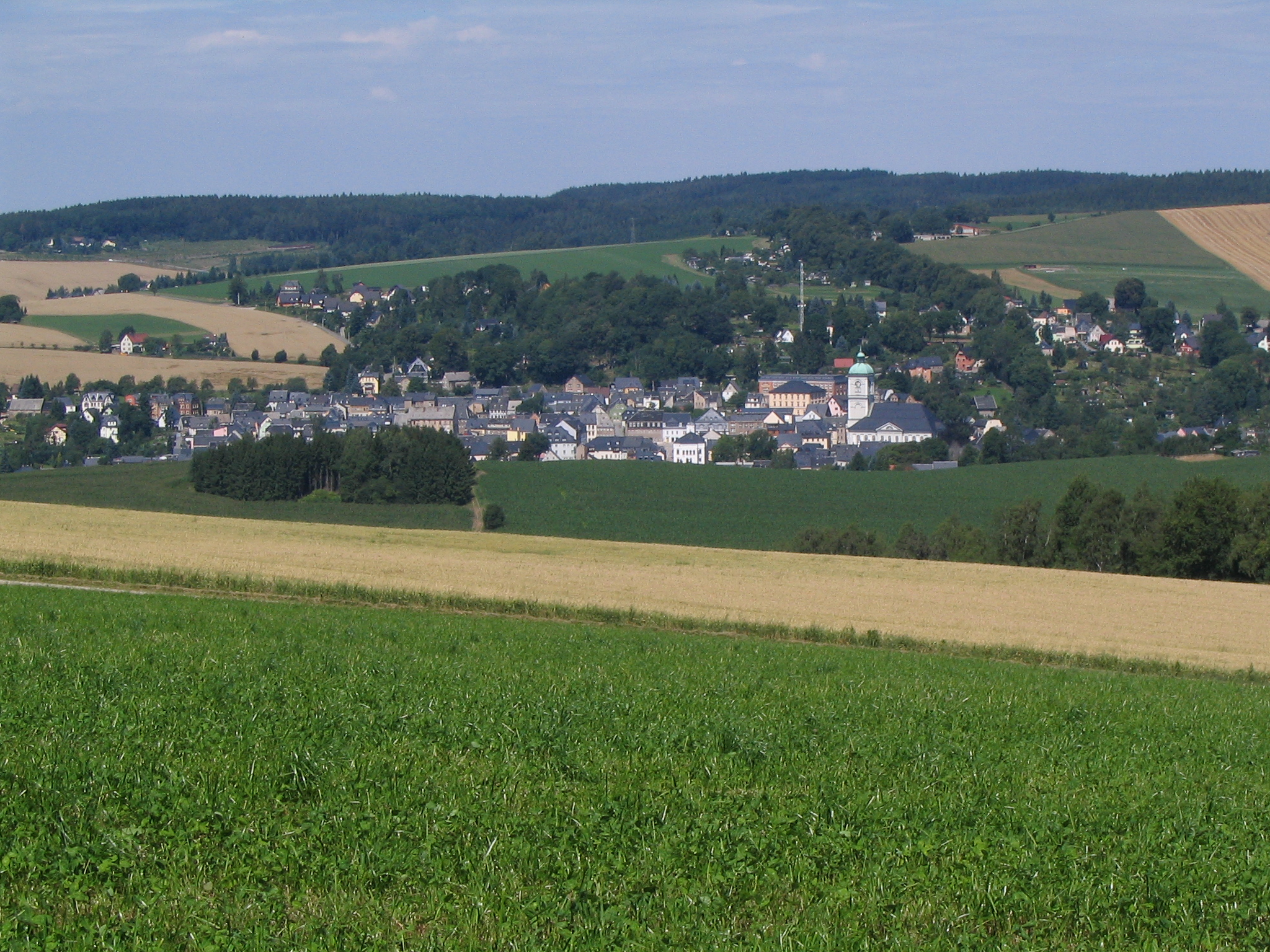
Blick auf Lößnitz

Die Bergstadt Lößnitz (von altsorbisch Lěśnica für Waldbach) im Erzgebirge, auf Grund des Alters auch Muhme genannt, ist eine Stadt im Erzgebirgskreis, Sachsen, Deutschland und gehört zum Städtebund Silberberg.

## Geografie
Lößnitz ist eine Kleinstadt im westlichen Teil des Erzgebirges und gehört seit dem Ende des 20. Jahrhunderts zum Erzgebirgskreis. Sie liegt, eingebettet von bewaldeten Höhenzügen, in einem langgezogenen Tal in ca. 432 m Höhe über NN.

### Ortsteile
- Affalter (seit dem 1. Januar 1999)[3]
- Dittersdorf (seit dem 1. Februar 1974)[4]
- Grüna (seit dem 1. Februar 1974 Ortsteil von Affalter)[4]
- Streitwald (seit 1. April 1939 Ortsteil von Affalter)
- Niederlößnitz (seit 1898)
- Dreihansen (galt im Jahre 1791 als eigenständige Gemeinde)

| Ortsteil      | Bevölkerung (31.12.14)               |
| ------------- | ------------------------------------ |
| Lößnitz Stadt | 6.812 (davon 2.880 in Niederlößnitz) |
| Affalter      | 1.074                                |
| Grüna         | 103                                  |
| Streitwald    | 339                                  |
| Dittersdorf   | 300                                  |
| Dreihansen    | 218                                  |

### Nachbargemeinden
| Stadt Hartenstein im Landkreis Zwickau                 | Stadt Stollberg im Erzgebirgskreis          |                                             |
| Bad Schlema (Stadt Aue-Bad Schlema) im Erzgebirgskreis | Kompassrose, die auf Nachbargemeinden zeigt | Stadt Zwönitz im Erzgebirgskreis            |
| Aue (Stadt Aue-Bad Schlema) im Erzgebirgskreis         | Stadt Aue-Bad Schlema im Erzgebirgskreis    | Stadt Grünhain-Beierfeld im Erzgebirgskreis |

## Geschichte

### Zwischen der Gründung 1170 und dem Ende des Mittelalters
Lößnitz geht auf eine Gründung der Meinheringer (spätere Burggrafen zu Meißen) im Jahr 1170 zurück. In einer Urkunde aus dem Jahr 1284 wurde sie als Civitas bezeichnet. Der Name der Stadt entwickelte sich aus dem altsorbischen Wort Lesnica für Waldbach. Als „Lesnitz, dem Waldort“ taucht der Ort bereits 1238 urkundlich auf. Auf Lößnitzer Flur befindet sich Sebottendorf, welches 1286 wüst fiel.
In dem ersten Jahrhundert nach der Stadtgründung war in Lößnitz eine Münze des Stadtherren, des Burggrafen von Meißen, ihr Münzmeister zu Lößnitz ist 1286 bezeugt. (Lößnitzer Brakteat)
Die Geschichte von Lößnitz ist in ihrer Anfangszeit eher spekulativ:
Ein im Jahr 1304 erwähnter Schulmeister führte zu der Vermutung, dass die Lößnitzer Lateinschule mindestens seit dem Beginn des 14. Jahrhunderts besteht. Der 1372 genannte erste Bürgermeister Hermann von Buten erlaubt die Annahme, dass zu dieser Zeit bereits ein Rathaus bestanden haben muss.
Als „civitas“ 1284 erwähnt, deren Weichbildrecht Kaiser Ludwig 1338 bestätigte. Das Brauwesen als Bestandteil des Weidhbildrechts übten 141 Lößnitzer Bürger innerhalb der Stadtmauer als Brauconsortschaft in Form des Reiheschank bis 1871 (Reichsgründung) aus.
- 1284 Lößnitzer Brauwesen Braumeister
- 1286 Münzmeister
- 1304 Rector Scholarum Schulmeister
- 1372 1 Bürgermeister benannt
- 1382 Privilegien von Meinherr VI für Bergbau > 1559 Lößnitzer Bergamt und Bergmeister (Alte Bergstadt)

Lößnitz verdankt seine Entwicklung dem früh beginnenden Salzhandel, durch den Ort führte die Salzstraße von Halle über Zwickau und Hartenstein nach Böhmen. Der Burggraf zu Meißen hatte Lößnitz im Jahr 1388 das Salzprivileg verliehen. Das bedeutete, die durchziehenden Kaufleute mussten ähnlich dem Niederlagsrecht einen Teil ihrer Waren feilbieten. Das eingenommene Geld durfte nur für den Stadtausbau verwendet werden. Nach Abzug des Salzzehnten an die Obrigkeit blieb der Stadt zu Beginn des 16. Jahrhunderts ein jährlicher Gewinn von 63 Scheffel aus dem Verkauf des Salzes, das entsprach etwa 80 Zentner Salz. (Ein Kilogramm Salz hatte zu dieser Zeit den Wert eines Groschens, was etwa dem Wochenlohn eines Bergmannes entsprach.) Mit den Einnahmen aus dem Salzhandel leistete sich die Stadt unter anderem eine mächtige Stadtmauer mit drei Türmen.
Im Jahr 1382 wurde Lößnitz Bergstadt. Doch noch zum Ende des 14. Jahrhunderts brannte es bis auf die Stadtmühle vor den Toren komplett nieder. Im Jahr 1406 erwarb Graf von Schönburg die Grafschaft Hartenstein und machte Lößnitz zu deren Hauptort. Auf Bitten von Ernst von Schönburg privilegierten Kurfürst Albrecht und Herzog Ernst von Sachsen die Stadt 1483 mit dem Recht eines Jahrmarktes am Sonntag nach Liebfrauen.
1542 hatte die Reformation Lößnitz erreicht.
Hier fanden in den 1580er Jahren Hexenprozesse statt. Während dieser Hexenverfolgung wurden im Jahr 1583 der Wagner Christoph Brühl und seine Frau umgebracht: Der Mann wurde gehenkt, die Frau unter dem Vorwurf des Schaden- und Wetterzaubers verbrannt.

### 17. Jahrhundert bis zum Ende des 20. Jahrhunderts
Zwischen 1601 und 1607 bauten die Bürger ihr bisheriges Rathaus um, zunächst war ein neues Portal fertiggestellt. Allerdings fielen das Rathaus, die Kirche, das Pfarr- und Schulgebäude und weitere 108 Häuser im Jahr 1616 der „Roten Ruhr“ (wie dieser Stadtbrand genannt wurde) zum Opfer. In den Folgejahren hatte die Stadt mit Plünderungen, der Pest und einem erneuten Stadtbrand zu kämpfen.
Neben der wiederaufgebauten mittelalterlichen St. Johanniskirche wurde 1714 die barocke Hospitalkirche St. Georg eingeweiht.
Am 10. Dezember 1806 fielen das Rathaus, Pfarr- und Schulgebäude, das Brau- und Malzhaus sowie 182 Häuser und 16 Scheunen dem Feuer zum Opfer. Mitten in dem gerade begonnenen Wiederaufbau setzte ein Blitzeinschlag 1809 wieder große Teile der Stadt in Brand. Von den bei diesem Stadtbrand zerstörten 104 Häusern waren 26 gerade erneuerte Gebäude dabei.
Die alte Stadtpfarrkirche St. Johannis wurde abgerissen und als steinerner Bau neu errichtet. Am 29. Oktober 1826 wurde sie als Haupt- und Stadtkirche eingeweiht. Spätere Brände zerstörten die Hospitalkirche, die bis 1862 erneuert wurde.
Nachdem die städtische Gerichtsbarkeit an das Haus Schönburg abgetreten worden war, entstand 1861 das „Fürstlich Schönburgische Justizamt Stein“. Infolge der Übernahme der schönburgischen Fürstentümer durch das Königreich Sachsen 1878 erhielt Lößnitz ein Königlich-Sächsisches Amtsgericht, das bis 1931 bestand.
Durch königliches Dekret vom 11. Oktober 1851 wurde am 3. Januar 1852 die Lößnitzer Sparkasse im Rathaus eröffnet. Verzinst wurden die Spareinlagen mit 3 %.
Das erste Geschäftsjahr wies einen Einlagenbestand von 4904 Talern aus.
Im Ersten Weltkrieg wurden 1917 die Bronze-Glocken der St. Johanniskirche und der Hospitalkirche eingeschmolzen. Bis zum Jahr 1920 erhielt die St. Johanniskirche drei neue Glocken. Im Jahre 1939 installierte man in der Turmlaterne der Kirche ein aus 23 Bronzeglocken bestehendes Glockenspiel.

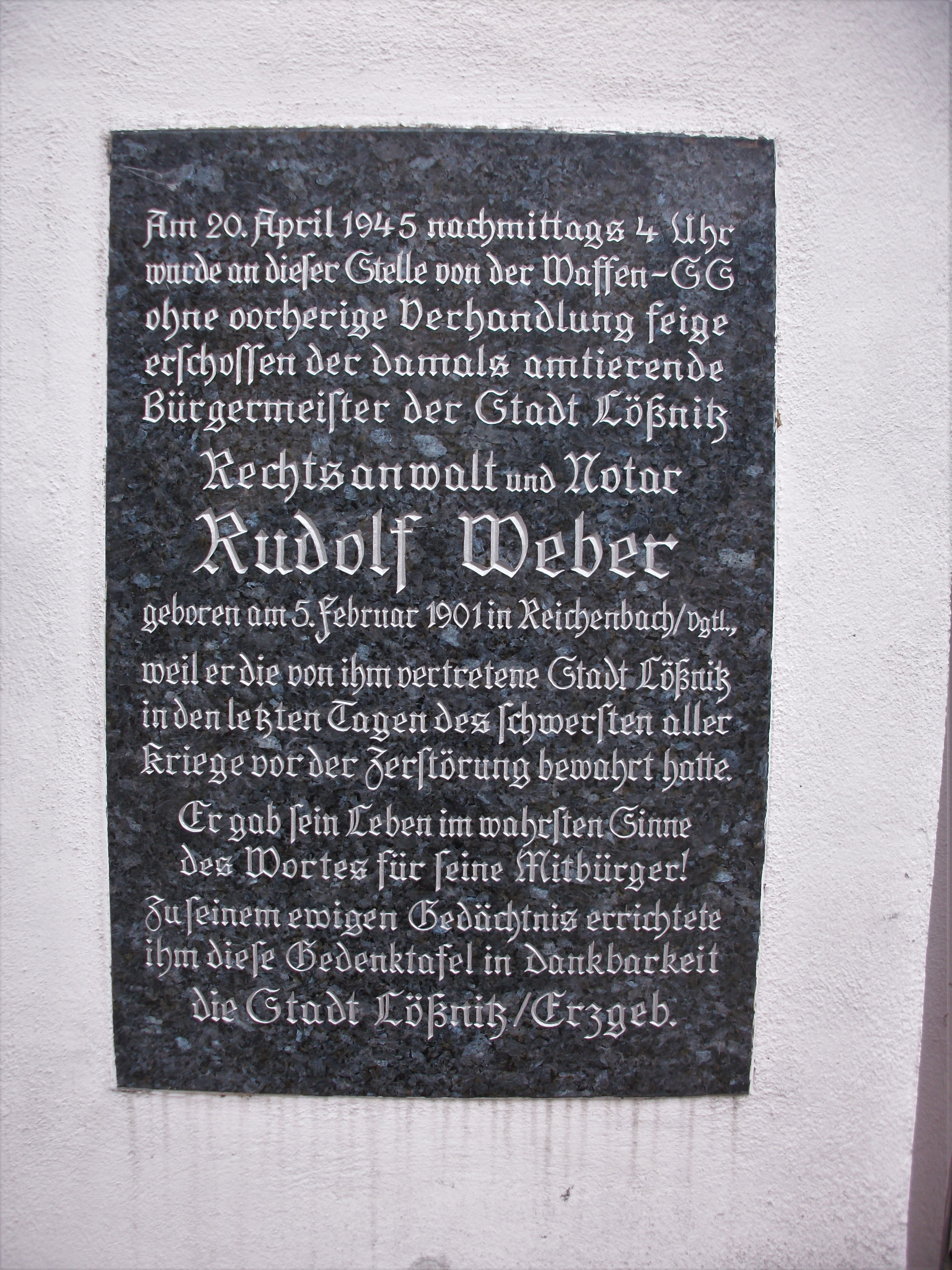
Rathaus Lößnitz, Gedenktafel Rudolf Weber

Als das Ende des Zweiten Weltkriegs abzusehen war, wollte der Zweite Bürgermeister Rudolf Weber am 20. April 1945 die Stadt den Amerikanern kampflos übergeben, woraufhin ihn die in der Stadt präsente Waffen-SS standrechtlich erschießen ließ. Zu seinen Ehren ließ die Lößnitzer Stadtverwaltung später am Rathaus eine Gedenktafel anbringen.
Zwischen 1985 und 1992 entstand am Rande der Stadt ein großes Siedlungsgebiet, in dem im 21. Jahrhundert fast die Hälfte der Bevölkerung lebt.
Der älteste Schnitzverein im Erzgebirge ist in Lößnitz und wurde am 12. Januar 1879 gegründet („Lößnitzer Schnitz- und Bergverein e. V.“).

### Handwerksinnungen in Lößnitz (nach Oesfeld)
Innungsladen und Briefe im Lößnitzer Stadtarchiv
- Fleischhauer 1645
- Tuchmacher 1487
- Schuhmacher 1475
- Böttcher, Wagner, Drechsler, Fleischhauer, Schmiede, Schlosser, Büchsenmacher 1640
- Zeug- und Leinweber 1650
- Maurer, Zimmerleute, Schieferdecker, Glaser 1695
- Huf-, Waffen-, Büchsenschmiede, Schlosser,Nagelschmiede 1689
- Bäcker 1475
- Schneider 1550
- Posamentierer 1728
- Messer- und Nagelschmiede 1369

### Einwohnerentwicklung
Folgende Einwohnerzahlen (ab 1982) beziehen sich auf den 31. Dezember des voranstehenden Jahres mit Gebietsstand Januar 2007:
|  | 1546 bis 1939 - 1546: 0675 - 1715 1800 - 1815 3194 - 1871: 5.332 - 1890: 5.886 - 1910: 7.378 - 1925: 7.742 - 1939: 7.481 | 1946 bis 1986 - 1946: 7.786 - 1950: 9.488 - 1964: 8.542 - 1982: 8.876 - 1983: 8.780 - 1984: 8.724 - 1985: 8.648 - 1986: 8.500 | 1987 bis 1994 - 1987: 08.484 - 1988: 10.205 - 1989: 11.620 - 1990: 12.270 - 1991: 12.951 - 1992: 13.098 - 1993: 13.056 - 1994: 12.801 | 1995 bis 2002 - 1995: 12.555 - 1996: 12.302 - 1997: 12.041 - 1998: 11.760 - 1999: 11.527 - 2000: 11.262 - 2001: 11.068 - 2002: 10.769 | 2003 bis 2013 - 2003: 10.601 - 2004: 10.479 - 2005: 10.374 - 2006: 10.184 - 2007: 10.035 - 2009: 09.619 - 2012: 09.142 - 2013: 08.985 | 2014 bis - 2017: 8559 - 2018: 8389 |

Quellen: Digitales Historisches Ortsverzeichnis von Sachsen (1546–1964), Statistisches Landesamt des Freistaates Sachsen (ab 1982)
Das Maximum der Einwohnerzahlen lag in der Mitte der 1990er Jahre, nachdem durch das damals erst neu fertig gestellte Wohngebiet aus Gründen der Wohnungsnot im Altlandkreis Aue viele aus den umliegenden Orten zuzogen. Dieser Trend kehrte sich doch relativ schnell um, da in den Herkunftsorten auch neuer moderner Wohnraum entstand. So gingen viele wieder zurück. Einige wechselten aufgrund der Arbeitsstelle auch in die alten Bundesländern.

### Niederlößnitz
Der heutige Ortsteil Niederlößnitz war ursprünglich ein Bauerndorf unterhalb des Zuflusses des Aubaches in den Lößnitzbach. Aus dem Jahr 1497 stammt die erste bekannte Nennung des Ortes als Niderlesenitzs. Zirka 100 Jahre später zählte der Ort bereits 6 besessene Mann. Eines der Güter war vom Frondienst freigestellt und diente als herrschaftliches Jagdhaus. A. Schuhmann erwähnte 1820 in seinem Lexikon zwei Mahlmühlen sowie eine Papiermühle. Die Papiermühle, welche zuvor ein Zain- und Waffenhammer gewesen sein soll, brannte jedoch 1808 ab und wurde nicht wieder aufgebaut. Gegen Ende des 19. Jahrhunderts (1875) wurde die Bahnlinie zwischen Chemnitz und Aue in Betrieb genommen, an welcher 1885 die Haltestelle Unterer Bahnhof eröffnet wurde. Nach dem Bau des Bahnhofs entstanden Häuserviertel und Industriebauten, was letztendlich die Eingemeindung des Waldhufendorfes Niederlößnitz zur Stadt Lößnitz im Jahr 1898 zur Folge hatte.

## Politik
- Stadtratswahl am 12. Juni 1994
  - CDU: 8 Sitze
  - SPD: 6 Sitze
  - DSU: 1 Sitz
  - PDS: 2 Sitze
  - Bündnis 90/Die Grünen: 1 Sitz
- Stadtratswahlen am 13. Juni 1999
  - CDU: 14 Sitze
  - SPD: 4 Sitze
  - PDS: 3 Sitze

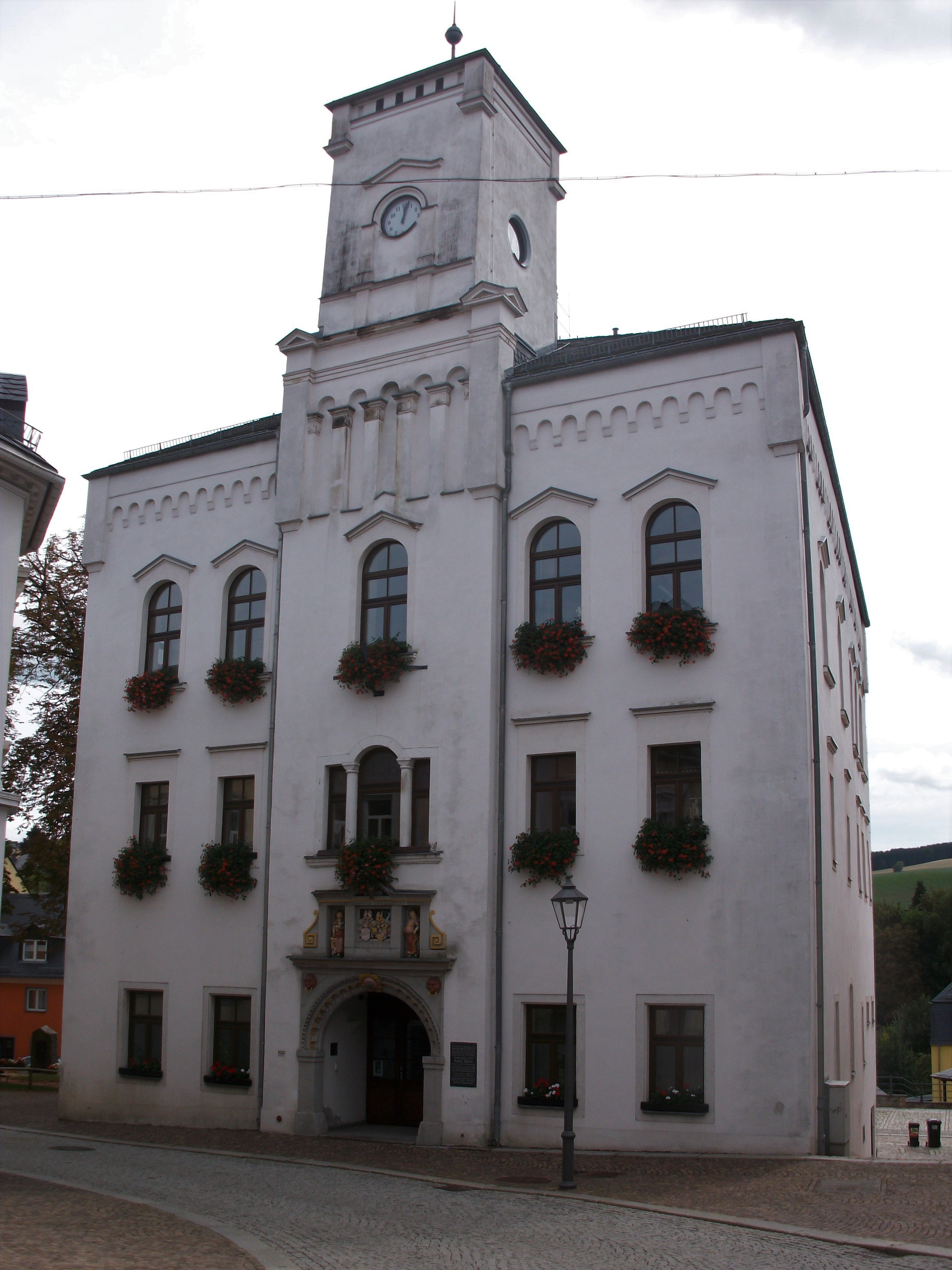
Rathaus Lößnitz

  - Wählervereinigung Affalter: 1 Sitz
- Stadtratswahlen 13. Juni 2004
  - CDU: 13 Sitze
  - SPD: 2 Sitze
  - PDS: 5 Sitze
  - Wählervereinigung Affalter: 2 Sitze
- Stadtratswahlen 7. Juni 2009
  - CDU: 9 Sitze
  - Die Linke: 3 Sitze
  - SPD: 2 Sitze
  - Wählervereinigung Affalter: 2 Sitze
  - FDP: 1 Sitz
  - NPD: 1 Sitz
- Stadtratswahlen am 25. Mai 2014
  - CDU: 8 Sitze
  - Die Linke: 4 Sitze
  - Wählervereinigung Affalter: 3 Sitze
  - SPD: 3 Sitze
- Stadtratswahlen am 26. Mai 2019
  - CDU: 6 Sitze
  - AfD: 3 Sitze (1 unbesetzt)
  - MHERZ: 3 Sitze
  - Die Linke: 3 Sitze
  - Wählervereinigung Affalter: 2 Sitze
  - SPD: 1 Sitz
- Stadtratswahlen am 9. Juni 2024
  - CDU: 5 Sitze
  - Muhme vereint: 4 Sitze
  - Freie Sachsen: 3 Sitze
  - MHERZ: 2 Sitze
  - Förderverein Kindergarten, Schule. Hort Affalter e. V.: 2 Sitze
  - Die Linke: 1 Sitz
  - SPD: 1 Sitz

### Stadtrat
Der Gemeinderat besteht aus 18 gewählten Mitgliedern. Die nachfolgende Aufteilung ist das Ergebnis der Kommunalwahl 2024.
| Gemeinderatswahl 2024Wahlbeteiligung: 69,2 % 3020100 25,6 %20,3 %19,0 %11,1 %11,0 %8,5 %4,6 % CDUMuhme vereintFSMHERZdFV AffaltereSPDLinkeAnmerkungen:d MHERZ – Muhme Haamit Erzgebirgee Förderverein Kindergarten, Schule. Hort Affalter e. V. | Sitzverteilung 2024Insgesamt 18 Sitze - Linke: 1 - SPD: 1 - FV Affalter: 2 - M. vereint: 4 - CDU: 5 - MHERZ: 2 - FS: 3 |

### Bürgermeister
Bürgermeister der Stadt Lößnitz seit dem Jahr 1372:
1. 1372 Hermann von der Buten (= Hermann Butener)
2. 1396 Ulrich Holczel im Rat noch 1400
3. 1399 Nickel Glasperg d.Ä.im Rat noch 1429
4. 1400 Johannes Drischel 1449
5. 1406 Hans Fleck *
6. 1411 Hans Reynolt
7. 1425 Nickel Glasperg d. J.
8. 1428 Jorge Dorental (= Jorg Dornthal)
9. 1428 Hans Snebeler
10. 1430 Nickel Hußeler (= Nickel Häußler)*
11. 1437 Michel Weydelich im Rat ab 1422
12. 1441 Peter Motsch
13. 1443 Nickel Horlmann
14. 1449 Matz Schmidt im Rat ab 1428
15. 1452 Nickel Snebel im Rat ab 1430
16. 1455 Hans Frentzel
17. 1461 Lorenz Hummel
18. 1468 Benedix Bornheinrich
19. 1470 Cuntz Glaser im Rat ab 1443
20. 1476 Johannes Zechendorffer *
21. 1477 Peter Geßner *
22. 1479 Andreas Frentzel im Rat ab 1462
23. 1482 Barthel Peck (auch: Barthel Clauß)
24. 1499 Hans Günther *
25. 1502 Hans Seydel
26. 1507 Michael Geßner
27. 1509 Augsten Thuler *
28. 1518 Nickel Ilgen *
29. 1519 Paul Peck
30. 1520 Fabian Frentzel *
31. 1523 Matts Thurler
32. 1535 Oswald Richter
33. 1536 Caspar Lippmann
34. 1539 Michael Zechendorffer *
35. 1544 Valten Ihan
36. 1548 Wolff Bach d. Ä. *
37. 1551 Georg Ilgen *
38. 1560 Oswald Günther (auch Oswald Asmann) *
39. 1562 Blaslus Bach (auch Blaslus Behmisch) *
40. 1564 Michael Bernhart
41. 1565 Matts Schmidt (auch Matts Müller) *
42. 1580 Melchior Clotz *
43. 1588 Hans Spieß
44. 1593 Matts Kempter
45. 1598 David Geßner *
46. 1603 Wolff Bach d. J.*
47. 1606 Hieronymus Bannewitz
48. 1625 Thomas Schmidt *
49. 1626 Andreas Gersler
50. 1632 Elias Häußler *
51. 1634 Caspar Caleiß
52. 1640 Gregor Bretschneider *
53. 1644 Conrad Rohrlapper
54. 1645 Christoph Struntz d. Ä.
55. 1647 Wolfgang Brückner
56. 1647 Philipp Kupfer *
57. 1669 Johann Beyer
58. 1676 Christoph Häußler *
59. 1686 Christian Kaleiß
60. 1698 Christoph Struntz d. J.
61. 1699 Theodor Falkner
62. 1703 Salomon Leonhard
63. 1721 Siegfried Gerber
64. 1729 Johann Krauß
65. 1733 Johann Christoph Bretschneider
66. 1743 Michael Deumann
67. 1749 Christoph Irmisch
68. 1751 Johann Christoph Rau
69. 1771 Georg Friedrich Gerber
70. 1774 Gottwald Demmler
71. 1775 Georg Christoph Bretschneider
72. 1783 Christoph Günther
73. 1790 Christoph Friedrich Becher
74. 1799 Christian Friedrich Eydner
75. 1804 Gottfried Gerber
76. 1810 Christian Friedrich Günther
77. 1822 Gottlob Friedrich Heeg
78. 1824 Christian Friedrich Graf
79. 1827 David Friedrich
80. 1828 Christian Traugott Schorler
81. 1836 Carl Adolph Stoffel
82. 1848 Dr. Otto Krauße
83. 1884 Dr. Karl Heinrich von Woydt
84. 1886 Friedrich Ernst Zieger
85. 1913 Dr. jur. Heinrich Gottlieb Emil Fabian
86. 1922 Richard Alexander Tauscher
87. 1934 Ernst Oertel
88. 1935 Otto Ottiger
89. 1945 Rudolph Weber
90. 1946 Kurt Friedrich
91. 1950 Kurt Müller (später Karl-Marx-Stadt)
92. 1952 Rolf Böhme
93. 1959 Gottfried Seidel
94. 1966 Gerda Fiedler
95. 1984 Manfred Fankhänel
96. 1989 Erika Walther
97. 1989 Karl-Heinz Neubert
98. 1990 Gotthard Troll (einstimmig 1990)
99. 2015 Alexander Troll

- nachweislich Nachfahren bis heute / Die Bürgermeister Hans und Oswald Günther sind Ahnen vieler heutiger Lößnitzer, auch des Bürgermeisters Gotthard Troll sowie seines Sohnes Alexander.

Im Juni 2015 wurde im zweiten Wahlgang Alexander Troll zum Nachfolger von Gotthard Troll gewählt. Bei der Bürgermeisterwahl am 12. Juni 2022 wurde Alexander Troll mit 77,9 % wiedergewählt.
| Wahl | Bürgermeister   | Vorschlag | Wahlergebnis (in %) |
| ---- | --------------- | --------- | ------------------- |
| 2022 | Alexander Troll | CDU       | 77,9                |
| 2015 | Alexander Troll | CDU       | 51,6                |
| 2008 | Gotthard Troll  | CDU       | 98,8                |
| 2001 | Gotthard Troll  | CDU       | 98,8                |
| 1994 | Gotthard Troll  | CDU       | 67,2                |

### Stadtwappen
Siegel von 1372: Drei Türme auf einer Mauer, deren größter und mittlerer das Wappen der Burggrafen von Meißen (Andreaskreuz) trägt
Das Lößnitzer Stadtwappen zeigt im Innenteil ein schwarzes Andreaskreuz (das Wappen der Burggrafen zu Meißen und Gründer der Stadt) auf gelbem Grund. Das Andreaskreuz ist umgeben von drei, auf einer symbolisch dargestellten Mauer gestützten Türmen auf rotem Grund. Mauer und Türme sind Hinweise auf die einstige Wehrhaftigkeit der Stadt, die drei Türme symbolisieren die ehemaligen drei Stadttore.

### Städtepartnerschaft
Seit 1990 besteht eine Städtepartnerschaft mit der westfälischen Stadt Borgholzhausen.

## Kultur und Sehenswürdigkeiten
- siehe auch: Liste der Kulturdenkmale in Lößnitz

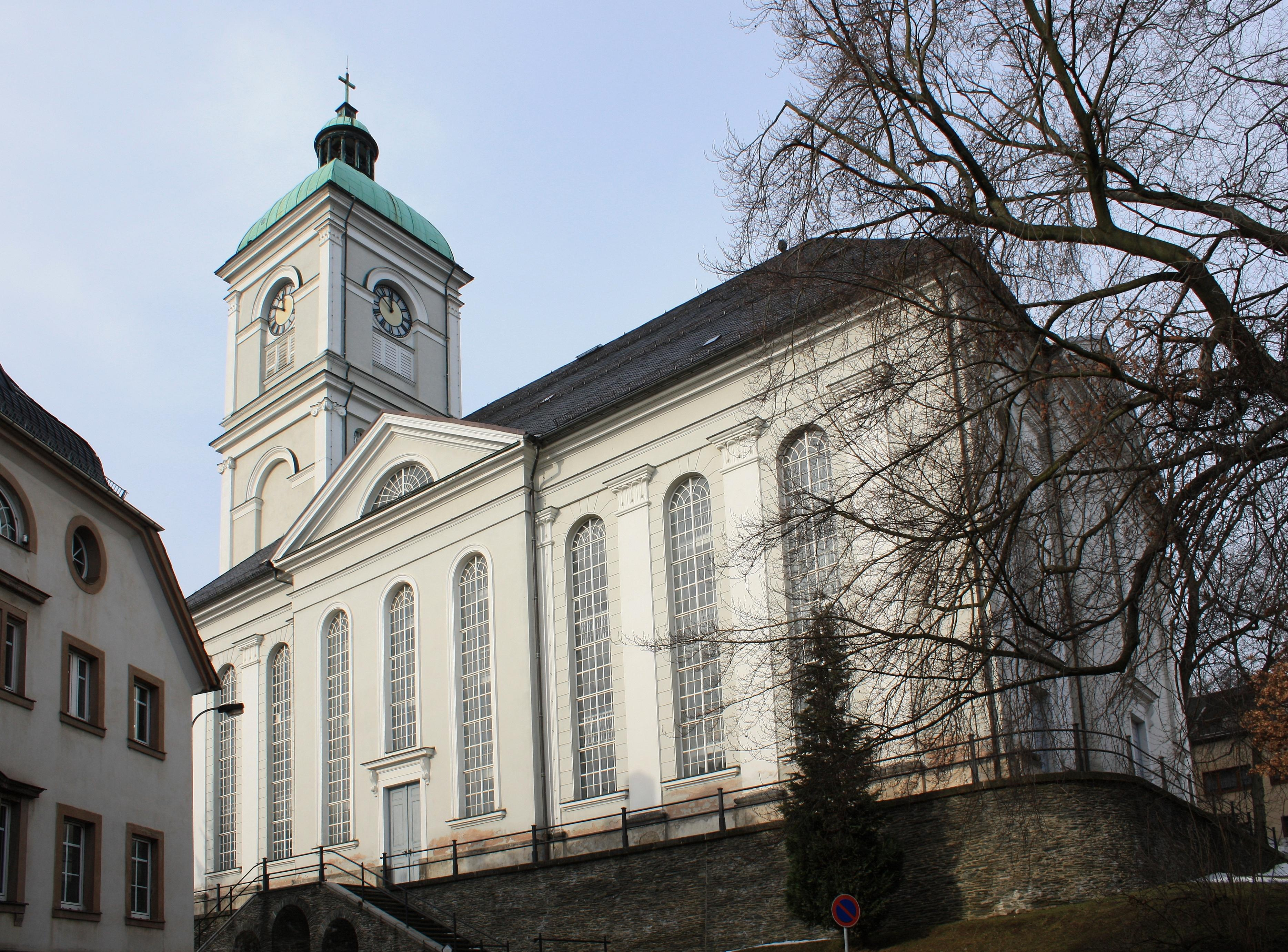
St. Johanniskirche, geweiht 1826.

### Lehrpfad
- Der Innerstädtische Lehrpfad erklärt Bauwerke und Geschichte der Stadt.

### Bauwerke
- Altstadt mit Marktplatz, ehemaligem Postamtsgebäude, Gaststätte Zum Pranger
- Teile der einstigen Stadtmauer mit dem Rösselturm
- Stadtpfarrkirche St. Johannis aus dem Jahre 1826
Sie ist die größte klassizistische Kirche des Erzgebirges.[17] In der Turmlaterne befindet sich seit 1939 das inzwischen zweitälteste Bronzeglockenspiel Deutschlands. Es besteht aus 23 Glocken der Firma  Franz Schilling Söhne

- Hospitalkirche St. Georg (Lößnitz), erbaut 1858–1861[8]

- Rathaus mit dem Rathausportal aus dem Jahre 1601
- Muhme-Campus.

### Volksfeste und Märkte
- Dorffest Draffaller[18]
- Lößnitzer Salzmarkt (drittes Wochenende im Juni)
- Naturmarkt (im September)
- Rassegeflügelschau[6]
- Voltigierturnier (Mai)[6]
- Wochenmarkt an jedem Donnerstag
- Weihnachtsmarkt (jeweils am Wochenende des 3. Advent)

Für Kontroversen sorgte der seit 2016 abgehaltene „Erzgebirgische Heimattag“, da es nach Recherchen von Journalisten personelle Überschneidungen zwischen dem Veranstalterverein Haamitleit e. V. und dem Erzgebirge-Ableger der vom Verfassungsschutz als rechtsextrem eingestuften Identitären Bewegung (IB) gibt. Dazu gab es im Sächsischen Landtag eine kleine Anfrage des Abgeordneten Valentin Lippmann von der Fraktion Bündnis 90/Die Grünen am 14. September 2016, die vom damaligen Innenminister Markus Ulbig wie folgt beantwortet wurde „Hierzu liegen der Staatsregierung keine Erkenntnisse vor.“

### Gedenkstätten

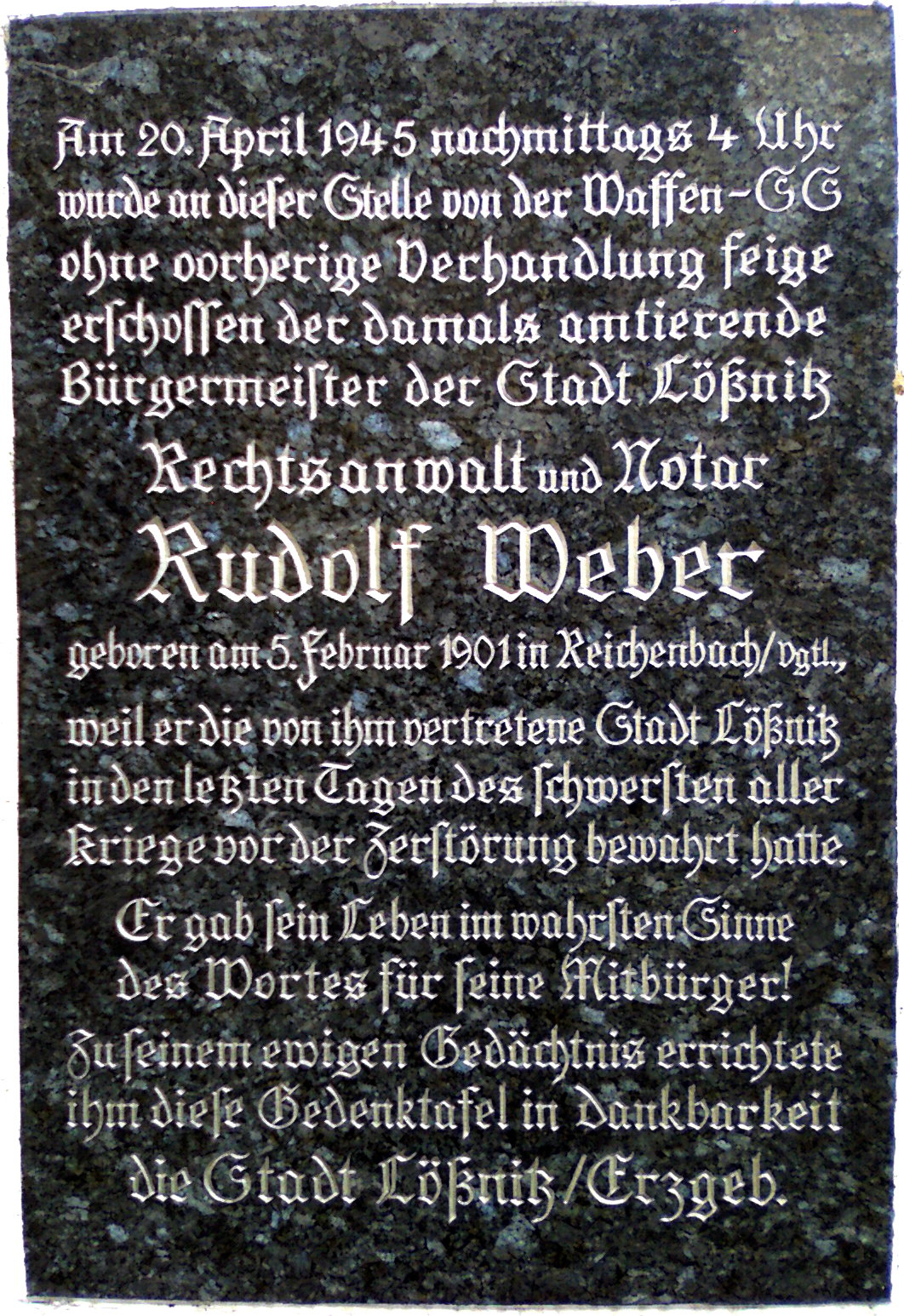
Weber-Gedenktafel

- Gedenktafel am Eingang des Rathauses zur Erinnerung an den von SS-Männern ermordeten Bürgermeister Rudolf Weber
- Grabfeld mit drei Gedenksteinen auf dem Ortsfriedhof für die hier beigesetzten 19 sowjetischen Kriegsgefangenen, die während des Zweiten Weltkrieges in der Schieferzeche Zwangsarbeit verrichten mussten und an den unmenschlichen Lebensbedingungen zugrunde gingen
- Gedenkstein auf dem kleinen Rathausvorplatz für die Opfer des Faschismus
- Liste der Stolpersteine in Lößnitz

### Naturschutz
- Siehe auch: Liste der Naturdenkmale in Lößnitz (Erzgebirge)

## Wirtschaft und Infrastruktur

### Wirtschaft
Das Marktrecht beschränkte sich auch nicht mehr nur auf den Salzhandel, sodass die Bürger und Händler über die Jahrhunderte zu einigem Reichtum gelangten.
1849 wurde die bis heute bestehende Gießerei Lößnitz gegründet. Mit der in dieser Zeit, um das Jahr 1850, einsetzenden allgemeinen Industrialisierung wurde Lößnitz ein bedeutendes Industriezentrum des westlichen Erzgebirges. Darunter entwickelten sich vor allem Betriebe der Schuhindustrie, des Maschinenbaus, der Textilveredelung- und verarbeitung und der Metallwarenindustrie. Auch der Abbau von Schiefer rund um die Stadt für Wand- und Dachverkleidungen war lange bedeutsam.
Mit der deutschen Wiedervereinigung kam es zu tiefgreifenden Veränderungen in der Region und zum Verlust eines großen Teils der heimischen Industrie.

### Verkehr
Die Bundesstraße 169 führt durch das Ortsgebiet. Nächste Autobahnabfahrten der A 72 sind Hartenstein oder Stollberg.
Lößnitz liegt an der Bahnstrecke Chemnitz–Aue, an der im Stadtgebiet mit dem oberen und dem unterer Bahnhof zwei Zugangsstellen zum Schienenpersonennahverkehr bestehen. Betreiber der Streckeninfrastruktur ist die Erzgebirgsbahn, ein Tochterunternehmen der Deutschen Bahn AG. Seit Einbindung der Strecke ins Chemnitzer Modell im Januar 2022 verkehren stündlich Züge der City-Bahn Chemnitz nach Aue bzw. über Thalheim nach Chemnitz und Burgstädt. Im Nahverkehr gilt – wie bei den Lößnitz berührenden Buslinien – der Tarif des Verkehrsverbund Mittelsachsen.

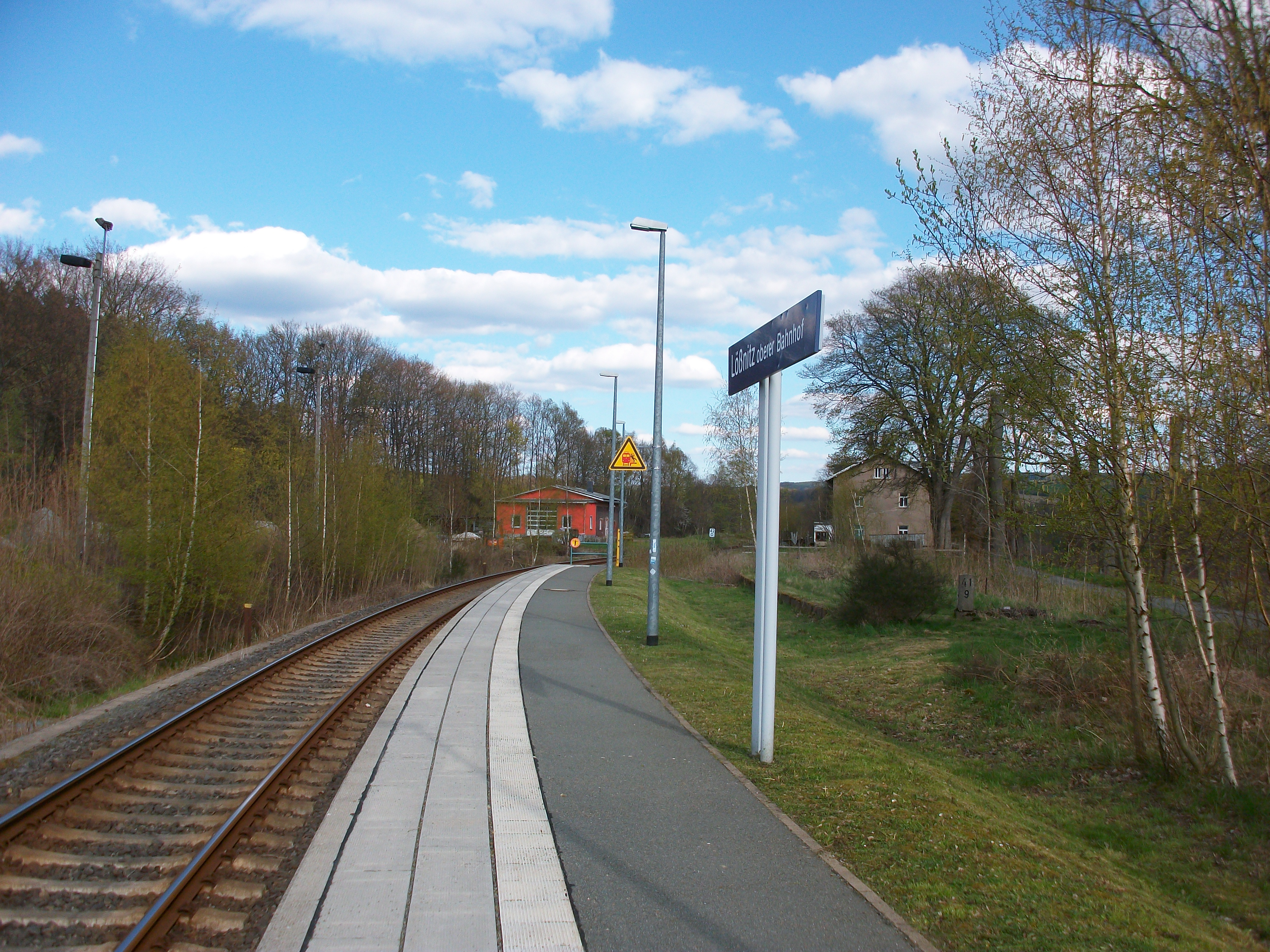
Haltepunkt Lößnitz ob Bf (2016)
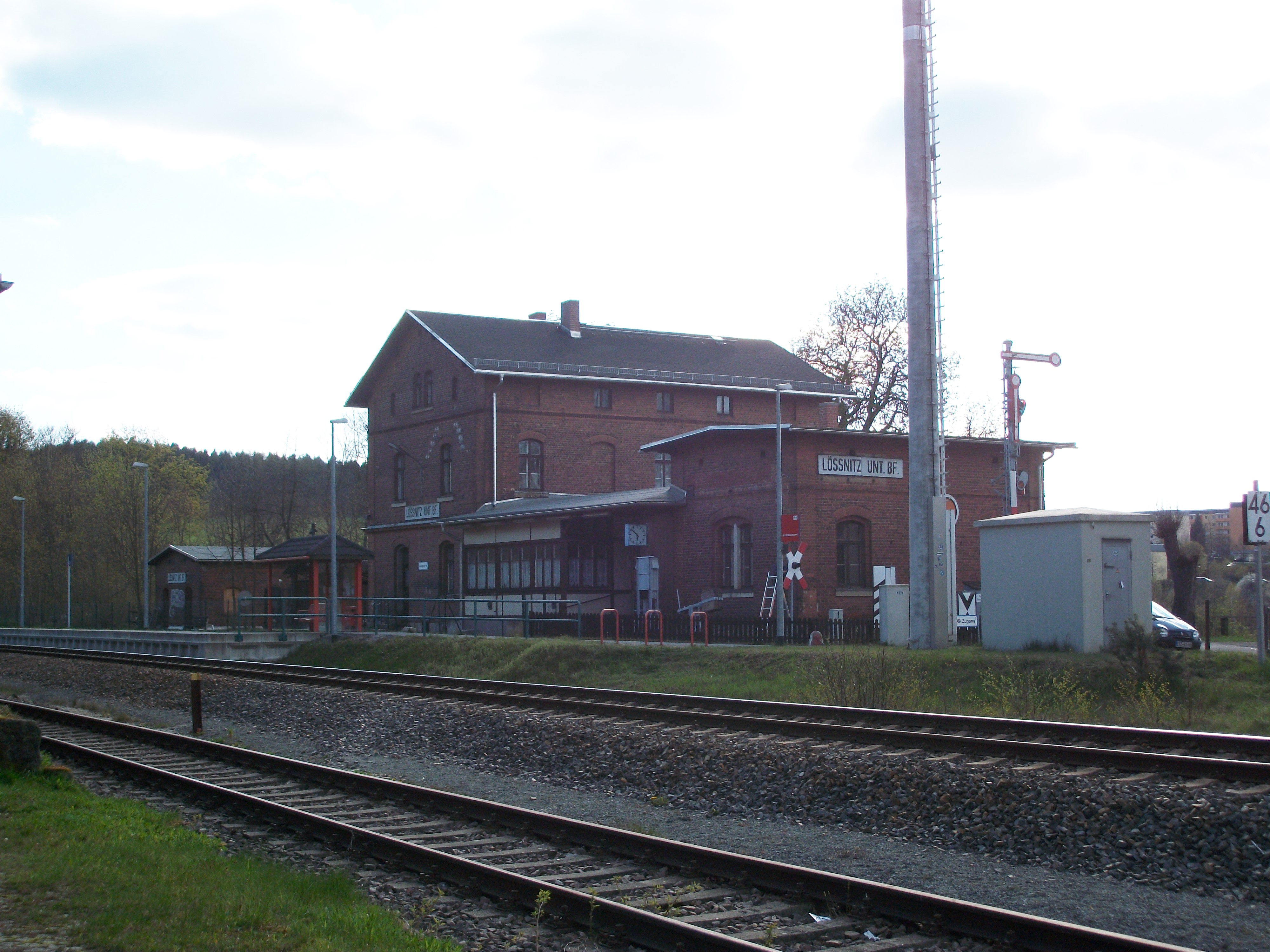
Haltepunkt Lößnitz unt Bf (2016)